# Philipp Ludwig II. (Hanau-Münzenberg)
Philipp Ludwig II. von Hanau-Münzenberg (* 18. November 1576 in Hanau; † 9. August 1612 ebenda) war einer der bedeutendsten, in der Neuzeit und hinsichtlich der Nachwirkungen seiner Politik sicher der bedeutendste Graf von Hanau.

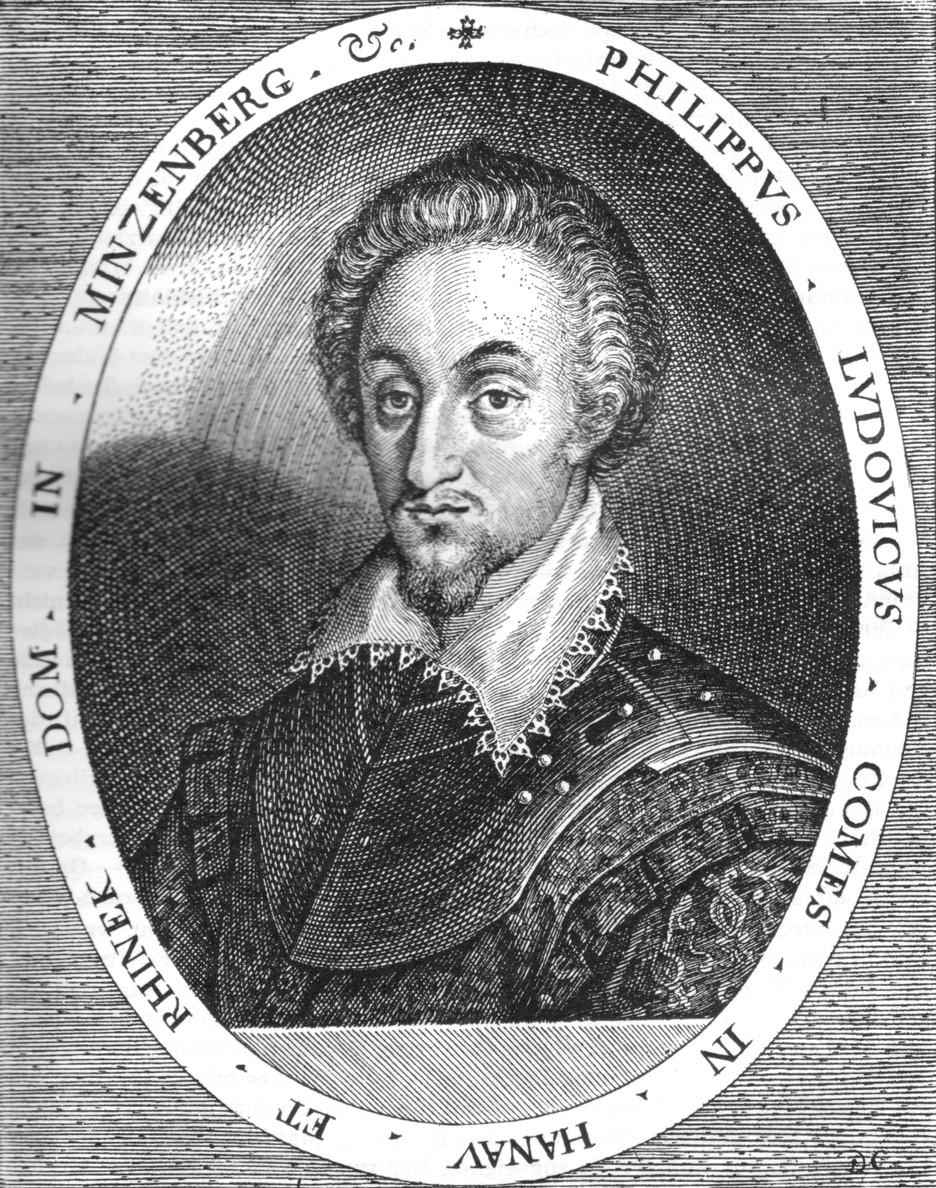
Philipp Ludwig II.

## Herkunft
Graf Philipp Ludwig II. von Hanau-Münzenberg wurde am 18. November 1576 im Schloss zu Hanau geboren und am 3. Dezember getauft. Seine Eltern waren Graf Philipp Ludwig I. von Hanau-Münzenberg, der bereits 1580 starb, und Gräfin Magdalena von Waldeck (* 1558; † 1599).

## Vormundschaft
Nominell trat er die Nachfolge seines verstorbenen Vaters bereits am 4. Februar 1580 an, allerdings unter einer Vormundschaft, die zunächst von Graf Johann VI., dem Älteren, von Nassau-Dillenburg (1536–1606), Graf Ludwig I. von Sayn-Wittgenstein (1568–1605) und Graf Philipp IV. von Hanau-Lichtenberg (1514–1590) ausgeübt wurde und letztlich erst 1608 endgültig beendet werden konnte. Philipp IV. von Hanau-Lichtenberg, für damalige Verhältnisse hochbetagt, ließ sich 1585 als Vormund durch seinen Sohn Philipp V. von Hanau-Lichtenberg ersetzen.
Schon 1581 vermählte sich seine Mutter, Gräfinwitwe Magdalena, mit Graf Johann VII., dem Mittleren, von Nassau-Siegen (1561–1623), dem Sohn eines der Vormünder. Dadurch kamen Graf Philipp Ludwig II. und sein jüngerer Bruder, Graf Albrecht, an den Nassau-Dillenburger Hof. Dieser war ein Zentrum der reformierten Glaubensrichtung in Deutschland und eng mit dem ebenfalls reformierten kurpfälzischen Hof verbunden. Dies sollte prägend auf den jungen Grafen wirken.
Diesem reformierten Einfluss aber widersetzte sich vehement der (lutherische) Mitvormund Philipp IV., später sein Sohn Philipp V., wenn auch letztlich vergeblich. Philipp V. versuchte, den ebenfalls lutherischen Herzog Reichard von Pfalz-Simmern in die Vormundschaft zu lancieren, was ihm trotz eines entsprechenden Mandats des Reichskammergerichts aber nicht gelang: Die reformierte Mehrheit der Vormundschaft verhinderte die Huldigung der Untertanen. Es gelang ihr darüber hinaus, den Pfalzgrafen und Kuradministrator Johann Kasimir von Pfalz-Lautern (1543–1592) in das Ehrenamt eines „Obervormunds“ zu installieren und damit die reformierte Position innerhalb der Vormundschaft weiter zu stärken.
Das Ende der vormundschaftlichen Regierung lässt sich schwerer bestimmen. Zwar wurde Graf Philipp Ludwig II. 1596, anlässlich seiner Heirat mit Katharina Belgica (1578–1648), einer Tochter Wilhelms I. von Oranien-Nassau (1533–1584), des Schweigers, vorzeitig für mündig erklärt. Allerdings zog sich die Auseinandersetzung um die Beendigung der Vormundschaft lange hin. Im Jahr 1600 waren die Vormünder im Streit mit ihrem Mündel aus der Vormundschaft geschieden. Ein Grund dafür war, dass diese sich in der Auseinandersetzung zwischen Philipp Ludwig II. und seinem Bruder Albrecht auf die Seite von Albrecht geschlagen hatten, ein anderer der, dass sie die Grafschaft in einer desolaten finanziellen Situation hinterließen. Die Abrechnung über die Vormundschaft erfolgte erst im Jahr 1608 auf Drängen des Kurfürsten Friedrich IV. (1574–1610) von der Pfalz.

## Erziehung
Philipp Ludwig II. besuchte – ebenso wie sein Bruder Albrecht – ab 1585 die Hohe Schule in Herborn, zunächst als Student, 1588 als Schüler des Paedagogiums, 1589 war er Rektor der Hohen Schule und 1590 wieder Student. Ab 1591 besuchte er die Universität Heidelberg. Sowohl die Hohe Schule Herborn als auch die Universität waren Zentren reformatorischer Bildung. An der Universität Heidelberg bekleidete er das Ehrenamt eines rector magnificus.
Von 1593 bis 1595 begab er sich auf drei Kavalierstouren durch Europa. Die erste führte ihn nach Norddeutschland und in die Niederlande. Hier studierte er an der Universität Leiden, traf seine oranische Verwandtschaft und besichtigte Festungswerke. In Leiden traf er mit Joseph Justus Scaliger zusammen. Weiter lernte er Bernardus Paludanus in Enkhuizen kennen und studierte dessen umfangreiches Naturalienkabinett. Bei der zweiten Reise begab er sich mit einem Auftrag des Wetterauischen Reichsgrafenkollegiums zum Reichstag nach Regensburg und von dort weiter nach Österreich, Ungarn und dort bis an die türkische Grenze, nach Böhmen und Polen. Zu diesen beiden ersten Reisen sind seine persönlichen Aufzeichnungen erhalten und werden heute im Staatsarchiv Marburg aufbewahrt. Die abschließende Reise führte nach Rom, Neapel, Venedig, Bologna und Padua. In den beiden letztgenannten Orten ließ er sich an den Universitäten als Student einschreiben, in Padua hielt er sich ein halbes Jahr lang auf.

## Regierung
Nach der Rückkehr von seinen Bildungsreisen im Jahre 1595 bestimmte Philipp Ludwig II. zunehmend die Politik in seiner Grafschaft, bei hinhaltendem Widerstand seiner ehemaligen Vormünder, mit denen er sich im Streit um die Rechte seines noch bis 1605 unter Vormundschaft stehenden jüngeren Bruders befand.

### Zweite Reformation
Erste Maßnahme war eine „zweite Reformation“. Die bis dahin lutherisch ausgerichtete Grafschaft Hanau-Münzenberg wurde nun, gegen den Widerstand der Untertanen, reformiert. Der Graf machte von seinem Recht zur Religionsbestimmung („cuius regio, eius religio“) Gebrauch. Am 25. Dezember 1593 wurde in Hanau zum ersten Mal das Abendmahl nach reformiertem Ritus gefeiert. Die mittelalterliche Ausstattung der Kirchen wurde ausgeräumt. Dies erfolgte nur teilweise als „Bildersturm“, so in Steinau an der Straße. Andere Kunstwerke wurden in römisch-katholische Staaten verkauft. So haben sich von der Ausstattung der Marienkirche in Hanau der Wörther Altar, heute in der St. Nikolauskirche in Wörth am Main und eine Strahlenmadonna in der römisch-katholischen Pfarrkirche St. Johann Baptist in Hanau-Steinheim erhalten.
Diese radikale religiöse Haltung des Grafen relativierte sich im Laufe seiner Regierung zusehends. Sowohl die Ansiedlung einer jüdischen Gemeinde in Hanau als auch sein gutes Verhältnis zum katholischen Kaiser Rudolf II. und der Abschluss des Erbvertrages mit dem lutherischen Haus Hanau-Lichtenberg 1610 zeigen das.

### Gründung der Neustadt Hanau

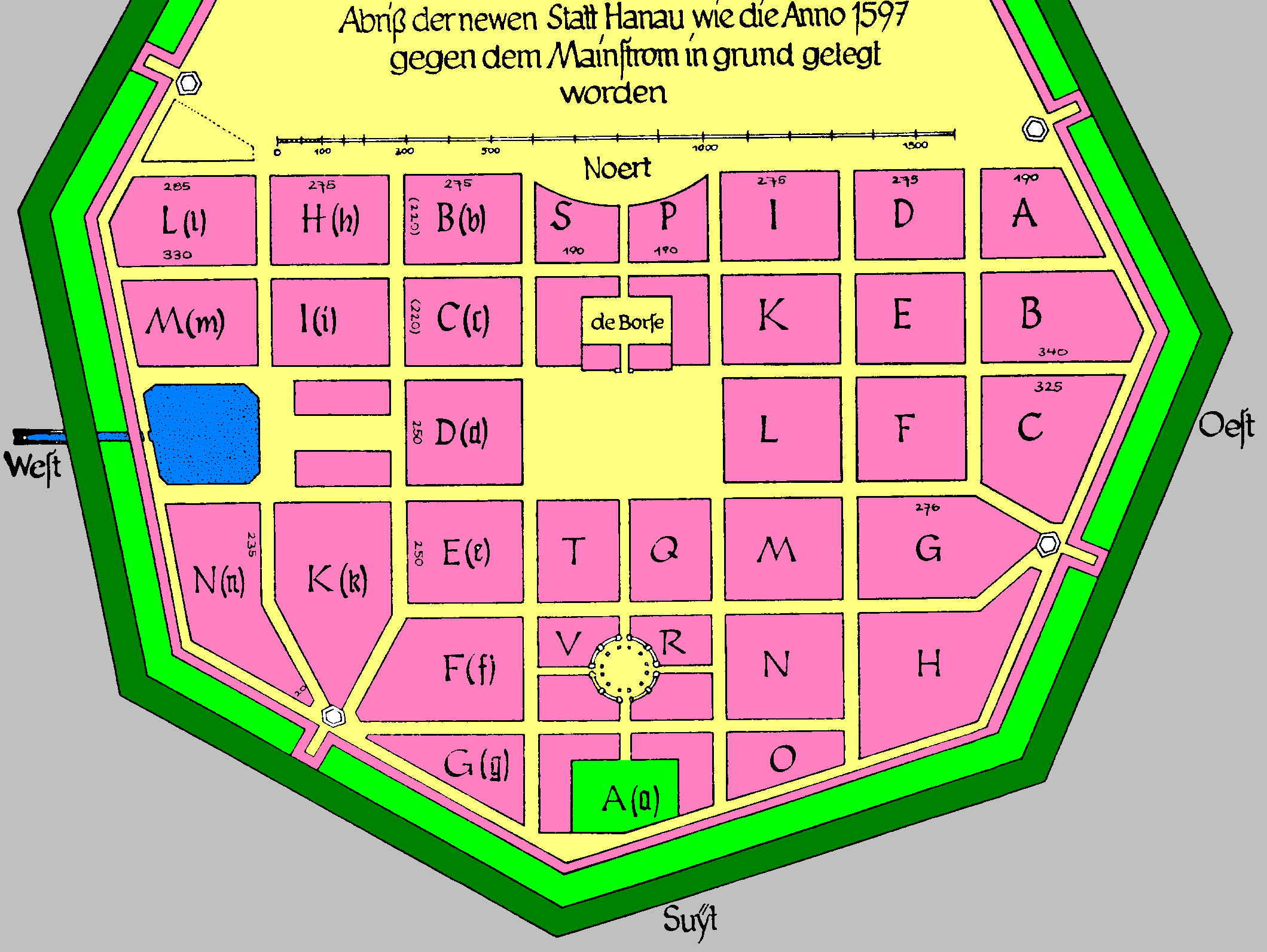
Entwurf zur geplanten Neustadt

Am 1. Juni 1597 schloss Philipp Ludwig II. einen Vertrag mit calvinistischen Glaubensflüchtlingen aus Frankreich und den Spanischen Niederlanden, die Kapitulation der Neustadt Hanau, die ihnen gestattete, sich in Hanau niederzulassen. Sie ist der Gründungsakt für die Hanauer Neustadt. Die Kapitulation wurde 1604 durch ein Transfix der Neustadt Hanau ergänzt. Die Neustadt existierte rechtlich als eigene Stadt, unabhängig von der bereits bestehenden mittelalterlichen Siedlung. Neben der räumlichen Trennung durch die Befestigung zwischen Alt- und Neustadt besaßen beide Städte getrennte Verwaltungen und Stadträte mit jeweils eigenen Bürgermeistern. Dies wurde erst in der Verwaltungsreform Kurhessens 1821 beseitigt.
Die führenden Männer der Emigranten waren reiche Kaufleute und spezialisierte Handwerker, wie Tuchmacher, Posamentierer (Hersteller von Borten, Bändern, Schärpen und Quasten), Leinen- und Zeugweber, Hosen- und Strumpfstricker, Hutmacher, Gold- und Silberschmiede. Mit den Flüchtlingen kam viel Kapital und Know-how in der Fertigung von Luxusgütern in die Stadt. Dies war eine der Grundlagen für den späteren Aufschwung Hanaus als Industriestandort im 19. Jahrhundert.

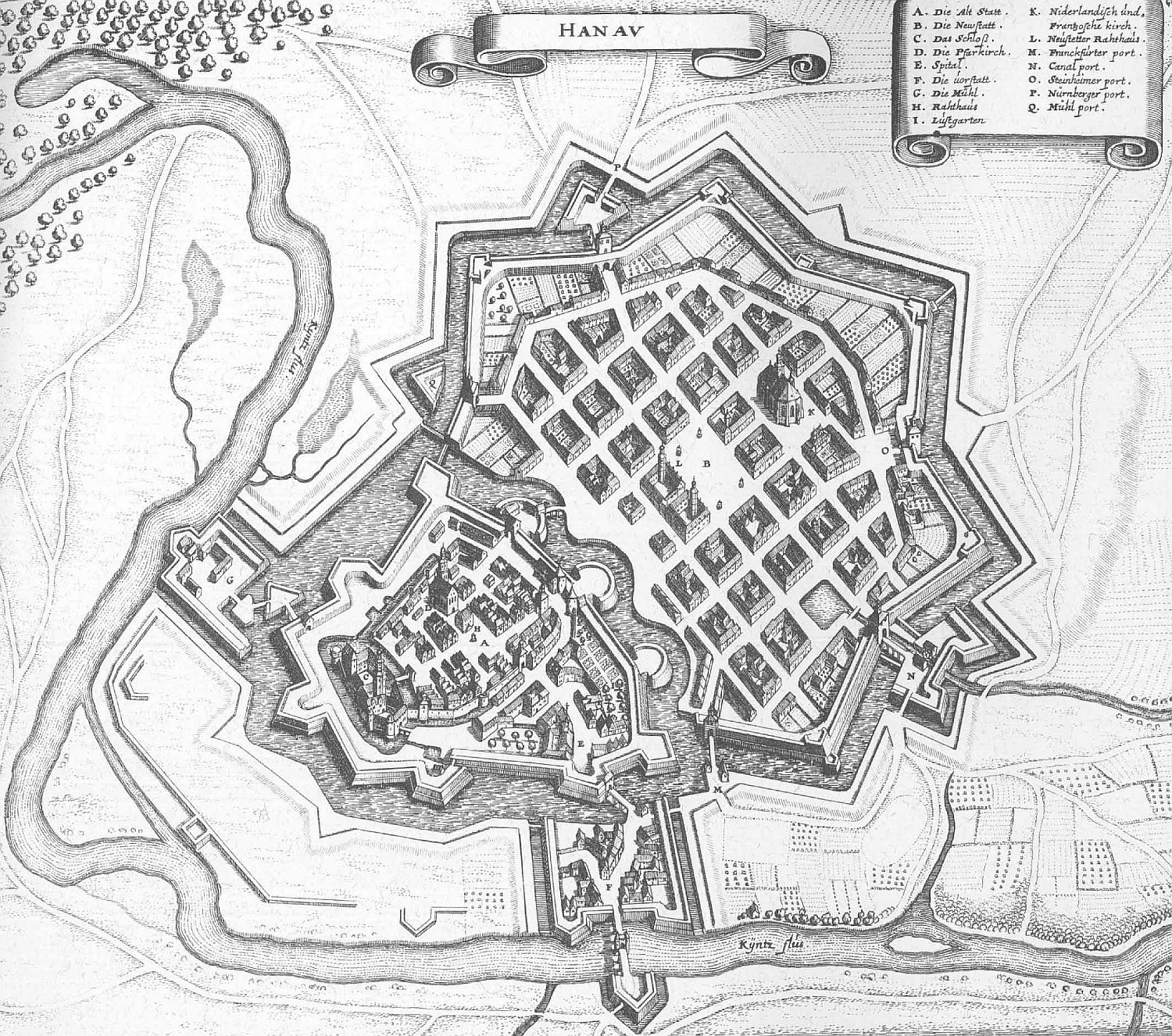
Hanau im 17. Jahrhundert: Links die mittelalterliche Altstadt, rechts die geometrisch angelegte Neustadt

Die Emigranten waren zuvor in der Reichsstadt Frankfurt nicht besonders freundlich aufgenommen worden. Um ihren Glauben praktizieren zu können, waren sie für die Gottesdienste schon von dem lutherisch dominierten Frankfurt in das hanauische Dorf Bockenheim ausgewichen. Sie hatten daher ein Interesse, den Hoheitsbereich von Frankfurt zu verlassen und sich in ein calvinistisches Gebiet zu begeben, ohne sich dabei zu weit vom Frankfurter Messeplatz zu entfernen. Der Hanauer Graf war außerdem bei weitem nicht so mächtig, wie die reiche Stadt Frankfurt, und deshalb bereit, wirtschaftliche und politische Zugeständnisse zu machen. Er stellte das Baugelände für die Hanauer Neustadt (gegen den Widerstand des Erzbischofs von Mainz, der die Fläche als ihm zustehenden Wildbann betrachtete), bezahlte die Infrastruktur (insbesondere die Befestigungsanlage), und gewährte Steuervorteile und politisches Selbstbestimmungsrecht für die neue Stadtgemeinde. So hatte die Neustadt Hanau seit 1605 z. B. eine eigene Bürgermiliz.
Die Neustadt wurde von vornherein mit einer eigenen Befestigungsanlage errichtet, die sich im Norden an die der Altstadt anlehnte. Sie bewährte sich in den Jahren des Dreißigjährigen Kriegs sehr. Die planmäßige Anlage der Stadt legte ein schachbrettartiges Straßennetz fest, das die Hanauer Neustadt noch heute prägt und ein Kulturdenkmal nach dem Hessischen Denkmalschutzgesetz darstellt. Schon im Jahr des Abschlusses der Kapitulation wurden die ersten Häuser errichtet. Die Inschrift des ersten Hauses, „Zum Paradies“, in der Paradiesgasse, hat sich bis heute erhalten. Einen gewissen baulichen Abschluss erreichte die Neustadt 1608, als die Wallonische Kirche eingeweiht wurde.

### Wirtschaftsaufschwung
Entgegen dem vielfach in der Heimatliteratur verbreiteten Gerücht war diese Stadtgründung kein Akt obrigkeitlicher Toleranz. Widerspenstige Lutheraner hatten im Zuge seiner „zweiten Reformation“ gerade die Grafschaft verlassen müssen, so etwa der lutherische Superintendent Sauter. Es handelte sich vielmehr um einen gezielten Akt der Wirtschaftsförderung und der Ansiedlung potenter Steuerzahler. Dies war auch dringend erforderlich, da sich die Grafschaft in einem erheblichen, strukturellen Finanzdefizit befand.
Die entstehende Wirtschaftskraft der Neustadt Hanau sorgte ab dem Jahr 1600, spätestens ab dem Jahr 1602, für eine regelmäßige Schiffsverbindung nach Frankfurt, das so genannte Marktschiff, das bis zur Eröffnung der Frankfurt-Hanauer Eisenbahn verkehrte.
1603 errichtete Philipp Ludwig II. eine erste Münzprägestätte in Hanau und der Hanau-Münzenberger Grafschaft. Dies geschah aufgrund eines Privilegs Kaiser Rudolf II. Diese Münzprägung ist sowohl ein Anzeichen für den wirtschaftlichen Erfolg der Politik des Grafen, als auch für die Erkenntnis des Frühmerkantilismus, dass Münzprägestätten attraktive Einnahmequellen sein konnten.

### Verwaltungs- und Gerichtsreform
Philipp Ludwig II. veranlasste eine umfassende Reform der Justiz in seiner Grafschaft. Stringentere, römisch-rechtlich geprägte Formen und Vorstellungen ersetzten dabei historisches, oft örtlich sehr unterschiedliches Herkommen. Dies zielte auch darauf, fremde Gerichtsbarkeiten weiter auszuschließen, und war ein Schritt auf dem Weg zu moderner Staatlichkeit. Zu diesen Maßnahmen zählte, dass Philipp Ludwig II. im Jahr 1606 ein Privilegium de non appellando für seine Grafschaft erhielt, das für alle Rechtsstreite mit einem Streitwert von weniger als 500 fl. galt.
Die Verwaltung wurde nach fachlichen Gesichtspunkten in drei Sparten gegliedert: Einem Rat für die allgemeine Politik, einer Kammer für das Finanz- und Steuerwesen, und einem Konsistorium für Religions- und Schulangelegenheiten. Diese Verwaltungsreform war dringend notwendig geworden, da die bestehende Verwaltung offensichtlich nicht mehr in der Lage war, die Grafschaft effektiv zu verwalten und die erforderlichen Einnahmen zu sichern. Dies hatte zu einem erheblichen, strukturellen Finanzdefizit geführt.

### Jüdische Gemeinde

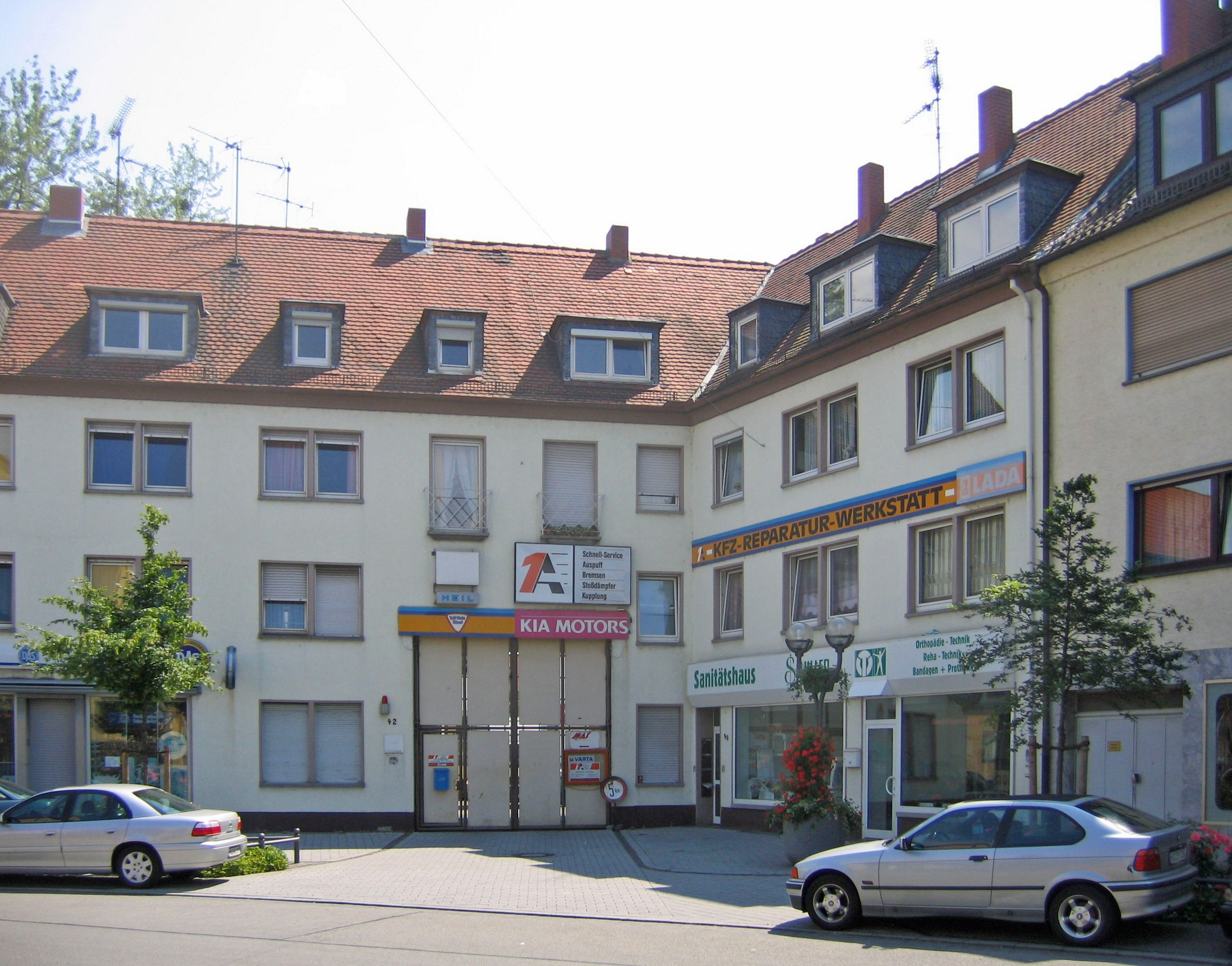
Ehemaliger Standort der Synagoge in der Nordstraße, ehemals: Judengasse, zerstört bei den Novemberpogromen 1938

Im Dezember 1603 erließ Philipp Ludwig II. ein Privileg zur Ansiedlung einer jüdischen Gemeinde in Hanau, nachdem die Vormundschaft erst 1592 versucht hatte, alle Juden aus dem Land auszuweisen. Zwischen der Alt- und der Neustadt Hanau entstand im Bereich des Zwingers der Altstadtbefestigung die Judengasse (heute: Nordstraße). Diese Gemeinde war direkt der gräflichen Verwaltung unterstellt, nicht einer der beiden Stadtverwaltungen von Alt- oder Neustadt Hanau. Die gräfliche Verwaltung erließ eine Gemeindeordnung, die „Judenstättigkeit“. 1608 gestattete Kaiser Rudolf II. den Bau einer Synagoge. Während des „Fettmilch-Aufstandes“ in Frankfurt fanden im Sommer 1614 etwa 250 Juden aus Frankfurt vorübergehend Zuflucht in Hanau.

Auch in Gelnhausen, das ein von den Grafen von Hanau-Münzenberg gehaltenes Pfand des Reiches war, siedelte sich – wahrscheinlich 1599 – wieder eine jüdische Gemeinde an. 

### Kulturpolitik

#### Buchdruck
Bereits unmittelbar nach seiner Rückkehr in die Grafschaft, 1593, erteilte Philipp Ludwig II. dem Buchdrucker Wilhelm Antonius aus Frankfurt ein Privileg für die erste Buchdruckerei in Hanau. Daraus entwickelte sich ein bedeutender Standort des Buchdrucks, der auch eine Druckerei einschloss, die hebräische Schriften verlegte.

#### Hohe Landesschule Hanau

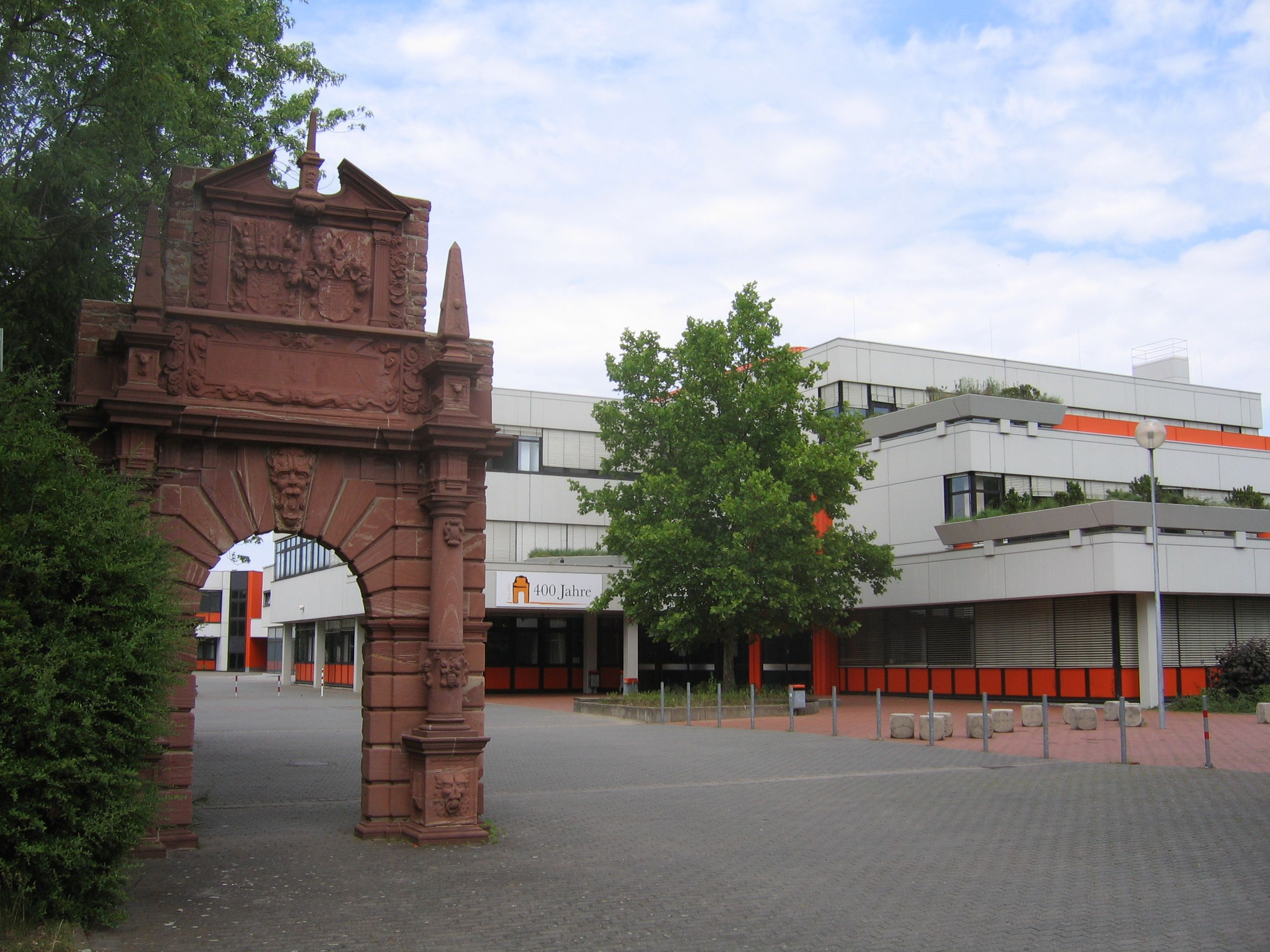
Neubau der Hohen Landesschule mit dem translozierten Tor des ersten Schulgebäudes

Infolge einer Pest in den Jahren 1605–1607 hatte die deutsche Schule in Hanau vorübergehend ihren Unterricht eingestellt. Nach dem Vorbild der Hohen Schule Herborn und mit dem so zur Verfügung stehenden Lehrpersonal gründete Philipp Ludwig II. 1607 die Hohe Landesschule Hanau als gymnasium illustre. Auch hier gelang es nicht, wie in Herborn, die Einrichtung zu einer Universität weiterzuentwickeln. Die Schule besteht heute noch als Gymnasium.

#### Bauten
Im Sinne moderner Repräsentation ergänzte Philipp Ludwig II. das Stadtschloss in Hanau um ein repräsentatives Eingangsgebäude im Stil der Renaissance. Hier fand der Modernitätsanspruch des Landesherren seinen baulichen Ausdruck. Seiner Frau errichtete er ein Sommerschlösschen bei dem Fischerdorf Kesselstadt; dies war der funktionale Vorgänger von Schloss Philippsruhe.

## Außenpolitische Aktivitäten
Philipp Ludwig II. war auch als Berater und Diplomat geschätzt. 1608 ernannte ihn Kaiser Rudolf II. zu seinem Rat. Er weilte verschiedentlich am Hof in Prag.
Am Anfang des Jahres 1612 wurde Philipp Ludwig II. im Auftrag des Kurfürsten Friedrich V. von der Pfalz, dem späteren „Winterkönig“ von Böhmen, nach London entsandt, um dort für den Kurfürsten offiziell um die Hand von Prinzessin Elisabeth, Tochter König Jakobs I. von England, anzuhalten. Auf dem Rückweg über Paris wurde er von Maria von Medici, die zu diesem Zeitpunkt die Vormundschaft für ihren Sohn, König Ludwig XIII., führte, beauftragt, Kaiser Matthias Glückwünsche zu seiner soeben stattgefundenen Wahl zu überbringen.

## Hauspolitik

### Erbauseinandersetzung mit Graf Albrecht
Die Regierungszeit Philipp Ludwigs II. war von einer lange anhaltenden Erbauseinandersetzung, gerichtlich, zum Teil auch gewalttätig, mit seinem Bruder Albrecht geprägt. Letzterer strebte mindestens eine Sekundogenitur, wenn nicht gar eine Landesteilung an. Philipp Ludwig II. beharrte auf dem Recht des Hauses Hanau, das mit seinem Primogeniturstatut aus dem Jahr 1375 ihn zum alleinigen Erben erklärte. Schließlich wurde ein Vergleich ausgehandelt, der Albrecht mit den hanauischen Ämtern Schwarzenfels, Naumburg, Ortenberg und dem hanauischen Anteil am Amt Assenheim ausstattete. Dieser Vergleich führte aber auch nicht zu einer Beruhigung der Situation, da Albrecht nun darauf bestand, dass er eigene Landeshoheit habe, Philipp Ludwig II. dagegen davon ausging, dass die Landeshoheit bei ihm geblieben und Albrecht lediglich die wirtschaftliche Nutzung zugesprochen worden sei.

### Erbvertrag mit Hanau-Lichtenberg
Im Jahr 1610 schlossen Philipp Ludwig II. und sein entfernter Verwandter, Graf Johann Reinhard I. von Hanau-Lichtenberg (* 1569; † 1625), einen wechselseitigen Erbvertrag. Nach dem Aussterben der Linie Hanau-Münzenberg 1642 sollte dieser Erbvertrag die Position des Hanau-Lichtenberger Prätendenten Friedrich Casimir von Hanau-Lichtenberg bei der Übernahme der Grafschaft Hanau-Münzenberg wesentlich stützen. Dieser Erbvertrag enthielt auch eine Spitze gegen Philipp Ludwigs Bruder Albrecht, denn die beiden Parteien vereinbarten, dass sie gegebenenfalls erforderlich werdende Vormundschaften in der jeweils anderen Linie übernehmen würden; so konnte Albrecht leichter davon ausgeschlossen werden.

## Tod

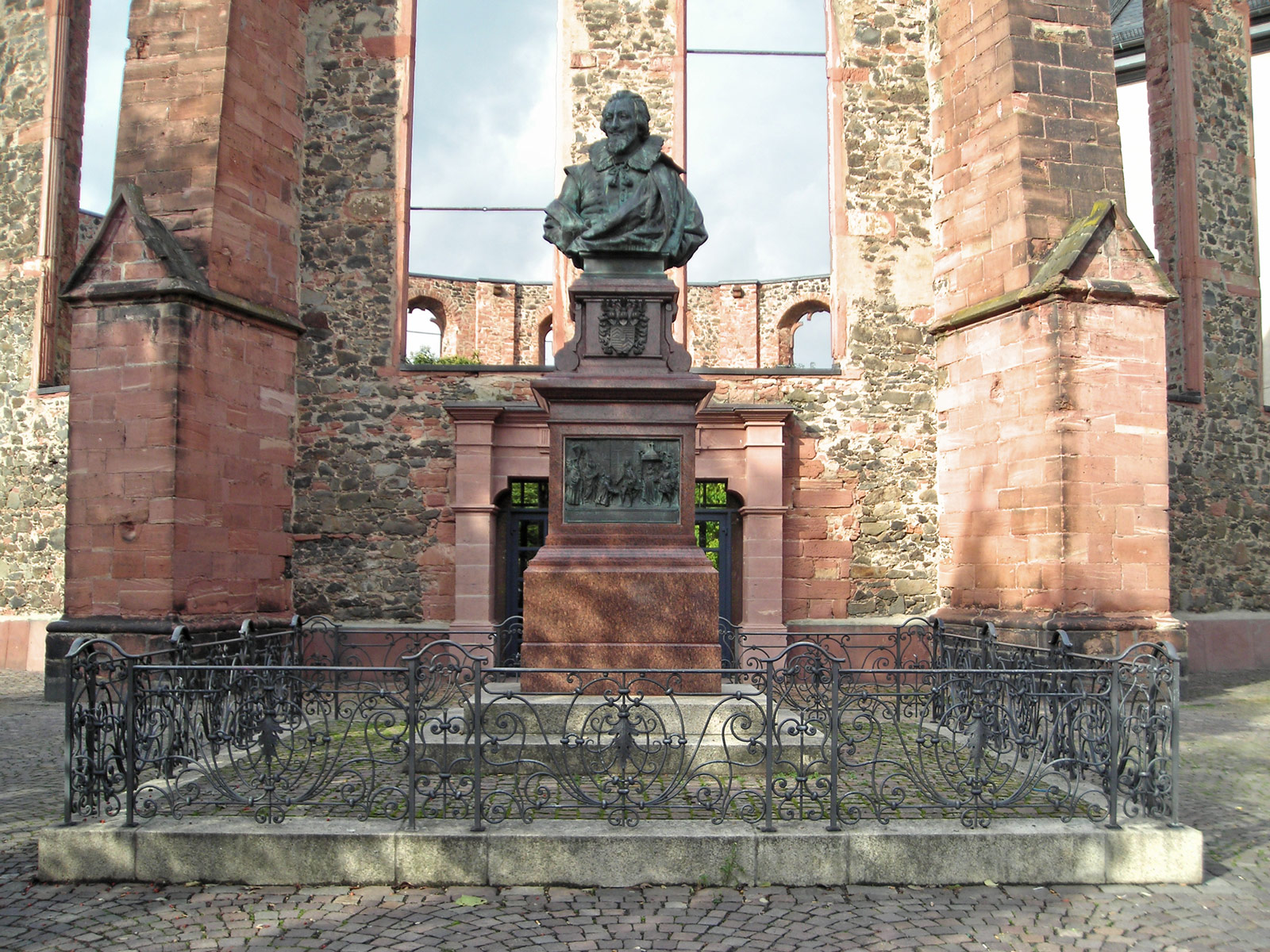
Denkmal Philipp Ludwig II.

Philipp Ludwig II. starb am 9. August 1612, ähnlich wie seine Vorgänger und sein Nachfolger schon mit Mitte dreißig. Es ist anzunehmen, dass hier eine Erbkrankheit vorliegt, die die Männer der Familie betraf. Worum es sich gehandelt haben kann, ist unklar.
Er wurde als erster in der von ihm in die Marienkirche in Hanau eingebauten Gruft am 23. September 1612 beigesetzt.
1897 wurde er in Hanau durch ein von Max Wiese entworfenes Denkmal geehrt, das sich heute vor der Südseite der Wallonisch-Niederländischen Kirche, im Zentrum der von ihm gegründeten Neustadt Hanau, befindet.

## Familie

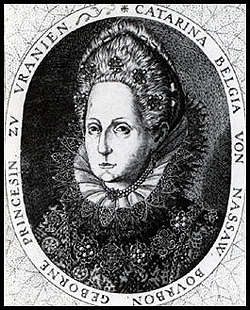
Katharina Belgica

Am 24. Oktoberjul. / 3. November 1596greg. heiratete er in Dillenburg Katharina Belgica. Aus dieser Ehe gingen hervor:
1. Charlotte Louise (1597–1649 in Kassel), nicht verheiratet
2. Tochter (* 29. Juli 1598; † 9. August 1598), eventuell ungetauft verstorben[7]
3. Philipp Ulrich (* 2. Januar 1601; † 7. April 1604, Steinau)[8]
4. Amalia Elisabeth (auch: Amalie und Amélie) (1602–1651), Kassel, verheiratet mit Landgraf Wilhelm V. von Hessen-Kassel
5. Katharina Juliane (1604–1668, Hanau), beigesetzt in der gräflichen Gruft in Laubach, verheiratet am
  1. 11. September 1631 mit Graf Albert Otto II. von Solms-Laubach, Rödelheim und Assenheim,
  2. 31. März 1642 mit Moritz Christian von Wied-Runkel.
6. Philipp Moritz (1605–1638), begraben in der Marienkirche in Hanau, Nachfolger
7. Wilhelm Reinhard (1607–1630, Aachen), begraben in der Marienkirche in Hanau
8. Heinrich Ludwig (1609–1632 bei der Belagerung von Maastricht)
9. Friedrich Ludwig (* 27. Juli 1610; † 4. Oktober 1628, Paris), begraben im Erbbegräbnis der Herzöge von Bouillon in Sedan
10. Jakob Johann (1612–1636, gefallen bei Zabern), beigesetzt in St. Nikolai in Straßburg

## Vorfahren
| Ahnentafel Graf Philipp Ludwig II. von Hanau-Münzenberg | Ahnentafel Graf Philipp Ludwig II. von Hanau-Münzenberg                                          | Ahnentafel Graf Philipp Ludwig II. von Hanau-Münzenberg                                          | Ahnentafel Graf Philipp Ludwig II. von Hanau-Münzenberg                                          | Ahnentafel Graf Philipp Ludwig II. von Hanau-Münzenberg                                          | Ahnentafel Graf Philipp Ludwig II. von Hanau-Münzenberg | Ahnentafel Graf Philipp Ludwig II. von Hanau-Münzenberg |
| ------------------------------------------------------- | ------------------------------------------------------------------------------------------------ | ------------------------------------------------------------------------------------------------ | ------------------------------------------------------------------------------------------------ | ------------------------------------------------------------------------------------------------ | ------------------------------------------------------- | ------------------------------------------------------- |
| Urgroßeltern                                            | Philipp II. von Hanau-Münzenberg (* 1501; † 1529) ⚭ Juliana zu Stolberg (* 1506; † 1580)         | Johann II. von Pfalz-Simmern (* 1509; † 1557) ⚭ Beatrix von Baden (* 1492; † 1535)               | Heinrich VIII. von Waldeck-Wildungen (* 1465; † 1513) ⚭ Anastasia von Runkel (* 1477; † 1503)    | Salentin VII. von Nieder-Isenburg (* 1492; † 1534) ⚭ Elisabeth von Hunolstein († 1538)           |                                                         |                                                         |
| Großeltern                                              | Philipp III. von Hanau-Münzenberg (* 1526; † 1561) ⚭ Helena von Pfalz-Simmern (* 1533; † 1579)   | Philipp III. von Hanau-Münzenberg (* 1526; † 1561) ⚭ Helena von Pfalz-Simmern (* 1533; † 1579)   | Philipp IV. von Waldeck (* 1493; † 1574) ⚭ Jutta von Isenburg († 1564)                           | Philipp IV. von Waldeck (* 1493; † 1574) ⚭ Jutta von Isenburg († 1564)                           |                                                         |                                                         |
| Eltern                                                  | Philipp Ludwig I. von Hanau-Münzenberg (* 1553; † 1580) ⚭ Magdalene von Waldeck (* 1558; † 1599) | Philipp Ludwig I. von Hanau-Münzenberg (* 1553; † 1580) ⚭ Magdalene von Waldeck (* 1558; † 1599) | Philipp Ludwig I. von Hanau-Münzenberg (* 1553; † 1580) ⚭ Magdalene von Waldeck (* 1558; † 1599) | Philipp Ludwig I. von Hanau-Münzenberg (* 1553; † 1580) ⚭ Magdalene von Waldeck (* 1558; † 1599) |                                                         |                                                         |
| Philipp Ludwig II.                                      |                                                                                                  |                                                                                                  |                                                                                                  |                                                                                                  |                                                         |                                                         |

Zur Familie vgl. Hauptartikel: Hanau (Adelsgeschlecht)

### Monografien
- Friedrich W. Cuno: Philipp Ludwig II., Graf zu Hanau und Rieneck, Herr zu Münzenberg. Ein Regentenbild nach archivalischen und anderen Quellen gezeichnet für unsere Zeit. Prag 1896.
- Reinhard Dietrich: Die Landesverfassung in dem Hanauischen. Die Stellung der Herren und Grafen in Hanau-Münzenberg aufgrund der archivalischen Quellen (= Hanauer Geschichtsblätter. Band 34). Hanauer Geschichtsverein 1844, Hanau 1996, ISBN 3-9801933-6-5.
- Ute Müller-Ludolph: Philipp Ludwig II. von Hanau-Münzenberg (1576–1612). Eine politische Biographie (= Quellen und Forschungen zur hessischen Geschichte. Band 83). Darmstadt 1991, ISBN 3-88443-172-3 (zugl. Dissertation, Universität Marburg 1990).
- Günter Rauch: Zwei Bildungsreisen im Alten Europa. Aus dem Reisetagebuch des Grafen Philipp Ludwig II. von Hanau-Münzenberg 1593/94. Hanau 1997, ISBN 3-9805307-3-6.
- Lars-Oliver Renftel (Hrsg.): Auswirkungen einer Stadtgründung. CoCon-Verlag, Hanau 1997, ISBN 3-928100-51-3.
- Reinhard Suchier: Genealogie des Hanauer Grafenhauses. In: Ders. (Hrsg.): Festschrift des Hanauer Geschichtsvereins zu seiner fünfzigjährigen Jubelfeier am 27. August 1894. Hanauischer Geschichtsverein, Hanau 1894.
- Gustav Toepke: Die Matrikel der Ruprecht-Karls-Universität Heidelberg von 1386 bis 1662. Band 2. Winter, Heidelberg 1976 (Nachdr. d. Ausg. Heidelberg 1884).
- Ernst Julius Zimmermann: Hanau Stadt und Land. Peters Verlag, Hanau 1978, ISBN 3-87627-243-2 (Nachdr. d. Ausg. Hanau 1919).

### Aufsätze
- Otto Ankel: Graf Philipp Ludwig II. In: 1597–1897. Festzeitung zur 300jährigen Jubelfeier der Gründung der Neustadt Hanau. König-Verlag, Hanau 1897.
- Heinrich Bott: Ein Porträt des jugendlichen Grafen Philipp Ludwig II. von Hanau-Münzenberg. In: Hanauer Geschichtsblätter/N.F:, Band 24 (1973), S. 291–300.
- Wilhelm H. Eisenach: Philipp Ludwig II. von Hanau. In: Hessenland. Zeitschrift für hessische Geschichte und Literatur. Jg. 11 (1897), S. 123–128, 138–140, 153–155.
- C. Fliedner: Philipp Ludwig II. von Hanau. In: Hessenland. Zeitschrift für hessische Geschichte und Literatur. Jg. 8 (1894), S. 76–79, 91–94.
- Peter Gbiorczyk: Das ethnisch und religiös vielfältige Schulwesen in Hanau Stadt und Land unter Graf Philipp Ludwig II. (1576–1612). In: Main-Kinzig-Kreis: Mitteilungsblatt Zentrum für Regionalgeschichte 48 (2023), S. 15–25. Digitalisat
- Peter Gbiorczyk: „Zur Ehre Gottes und zum gemeinen Nutzen“. Das Landschulwesen unter Graf Philipp Ludwig II. von Hanau-Münzenberg (1576-1612). 2012.
- Friedrich W. Junghans: Philipp Ludwig II. In: Hessenland. Zeitschrift für hessische Geschichte und Literatur. Jg. 1 (1887), S. 50–52, 62–65.
- Eckhard Meise: Zur Reform der hanauischen Verwaltung durch den Grafen Philipp Ludwig II. In: Neues Magazin für Hanauische Geschichte (Mitteilungen des Hanauer Geschichtsvereins 1844 e. V.) 2012, S. 3–35.
- Antonia Kolb: Fundstücke zur Jugend und Erziehung des Grafen Philipp Ludwig II. von Hanau-Münzenberg (1576–1612) und die Hintergründe im historischen Kontext. In: Neues Magazin für Hanauische Geschichte 2019, S. 16–48.
- Eckhard Meise: Toleranz. Philipp Ludwig II. Graf von Hanau-Münzenberg und die Juden. In: Neues Magazin für Hanauische Geschichte/N.F. 2007, S. 3–57.
- Günther Rauch: Philipp Ludwig II., Graf von Hanau-Münzenberg 1576–1612. Gedenken zu seinem 400 Geburtstag. In: Neues Magazin für Hanauische Geschichte/N.F. Band 8 (1973/78), S. 128–138.
- Reinhard Suchier: Die Grabmonumente und Särge der in Hanau bestatteten Personen aus den Häusern Hanau und Hessen. In: Programm des Königlichen Gymnasiums zu Hanau. Hanau 1879, S. 1–56.
- K. Wolf: Des Grafen Philipp Ludwig II. Urteil über seine ersten Regierungsjahre. In: Hanauisches Magazin. Monatsblätter für Heimatkunde. Jg. 12 (1933), S. 65–73.
- K. Wolf: Die vormundschaftlichen Regierungen des Grafen Johann des Älteren von Nassau-Dillenburg in der Grafschaft Hanau-Münzenberg. In: Hanauisches Magazin. Monatsblätter für Heimatkunde. Jg. 15 (1936), S. 81–94 und Jg. 16 (1937), S. 1–14.
- Gottfried Zedler: Zur Erziehung des Grafen Philipp Ludwig II. von Hanau-Münzenberg am Dillenburger Hofe. In: Mitteilungen des Vereins für nassauische Altertumskunde und Geschichtsforschung. Jg. 5 (1901/02).